# Buster Carter and Preston Young
Buster Carter and Preston Young war ein US-amerikanisches Old-Time-Duo.

## Geschichte
Preston Young wurde am 9. Februar 1907 im Franklin County, Virginia, geboren und wurde als Kind von seinem Onkel Walter Spencer beeinflusst, der Autoharp spielte. Später lernte er Gitarre und – inspiriert durch Charlie Poole, den er um 1928 traf – auch Banjo. Zusammen mit seinem Freund Buster Carter, der seit ungefähr 1924 als Musiker tätig war, tat er sich zu einem Duo zusammen. Unterstützung erhielten sie oftmals von Fiddler Posey Rorer, der vorher in Charlie Pooles Begleitband tätig war.
Poole spielte für die Musiker eine große Rolle. Sie stammten nicht nur aus derselben sozialen Schicht, sondern auch mehr oder weniger aus seiner Umgebung und richteten ihre Spielweise an seinem Stil aus. Wie auch Poole es 1925 getan hatte, reisten Carter und Young in Begleitung von Rorer 1930 nach New York City, wo sie am 26. Juni 1931 ihre einzige Session einspielten. Obwohl es mit der Besetzung Young (Gitarre/Gesang), Carter (Banjo/Gesang) und Rorer (Fiddle) eigentlich ein Trio war, veröffentlichte Columbia die Platten unter dem Namen Buster Carter and Preston Young. Unter den aufgenommenen Stücken befand sich auch I’ll Roll In My Sweet Baby’s Arms, das zu einem Bluegrass-Klassiker avancierte und später von Künstlern wie Flatt and Scruggs, Ricky Skaggs, Jerry Reed, Leon Russell, Bill Monroe und weiteren aufgenommen wurde.
Ungefähr zur selben Zeit machte das Trio auch Aufnahmen mit Walter „Kid“ Smith und Lewis McDaniel. Ihre Einspielungen für Columbia verkauften sich aufgrund der Depression jedoch nur schlecht. Preston Young kehrte danach ins Henry County zurück und trat weiterhin auf, zuweilen auch im Radio im nahegelegenen High Point, North Carolina. Seinen Lebensunterhalt verdiente er sich jedoch als Metaller und Zimmermann, wodurch er später aus der Musikszene geriet. 1940 hatte er bereits seine Instrumente verkauft. Buster Carter hatte ungefähr zwei Jahre vorher die Musik aufgegeben.
Preston Young starb um 1978 in Martinsville. Ungefähr zur selben Zeit starb auch Buster Carter.

## Diskografie
| Jahr                  | Titel | #        | Anmerkungen      |
| --------------------- | --- | -------- | ---------------- |
| Veröffentlichte Titel | |          |                  |
| Columbia Records      | |          |                  |
|                       | It’s Hardt o Love and Can’t Be Loved / I’ll Roll In My Sweet Baby’s Arms                                               | 15690-D  |                  |
|                       | It Won’t Hurt No More / A Lazy Farmer Boy                                                                              | 15702-D  |                  |
|                       | What Sugar Head Likker Will Do / Bill Morgan and His Gal                                                               | 15758-D  |                  |
| Sonstige Aufnahmen    | |          |                  |
| 1931                  | - I’d Rather Be Rosie Nell - She’s a Darn Good Gal - We’ll Be Married When the Sun Goes Down - Wish That Gal Were Mine | Columbia | unveröffentlicht |